# Wolfgang Tillmans
Wolfgang Tillmans (nascido em 16 de agosto de 1968) é um fotógrafo e artista conceptual alemão que trabalha em Londres e Berlim. A sua obra emprega a investigação sobre os conceitos básicos da fotografia e a realização de instalações. Reivindica o direto e o autêntico. Foi o primeiro artista não britânico a receber o prémio Turner.
Nasceu em 1968, em Remscheid, e em 1987 mudou-se para Hamburgo, onde trabalhou como telefonista e começou o seu trabalho de exploração artística empregando fotocopiadoras e imagens fotográficas. Pouco depois começou a documentar-se sobre a subcultura rave. Durante estes anos publicou as suas fotografias nas revistas i-D, Tempo, Spex e Prinz. Em 1990 mudou-se para Bournemouth para estudar fotografia e dois anos depois para Londres. Em 1994 mudou-se para Nova Iorque onde viveu durante um ano.
Em 1997, morreu o companheiro de Tillmans, Jochen Klein, vítima de SIDA, e o fotógrafo dedicou-lhe um conjunto de fotografias, tais como a sua «última refeição ou a janela do hospital». Em 1998, foi professor na Escola de Belas Artes de Hamburgo e em 2003 começou a exercer na Academia de Belas Artes de Frankfort.
Nas suas exposições costuma apresentar as imagens, sem destacar as que são obtidas através de uma câmara fotográfica das procedentes de qualquer outro meio de reprodução, tal como uma fotocopiadora. A sua primeira exposição em Espanha realizou-se em 1998 no Museu Nacional Centro de Arte Reina Sofía. Obteve o prémio Turner no 2000. Em 2002, realizou um documentário intitulado Light para o grupo Pet Shop Boys. Em 2009, recebeu o prémio de cultura da Associação Alemã de Fotografia.